# Communauté de communes Intercom Séverine
Die Communauté de communes Intercom Séverine ist ein ehemaliger französischer Gemeindeverband mit der Rechtsform einer Communauté de communes im Département Calvados in der Region Normandie. Er wurde am 29. Dezember 2001 gegründet und umfasste 18 Gemeinden. Der Verwaltungssitz befand sich im Ort Saint-Sever-Calvados.

## Historische Entwicklung
Mit Wirkung vom 1. Januar 2017 fusionierte der Gemeindeverband mit der Communauté de communes Pays de Condé et de la Druance und bildete so die Nachfolgeorganisation Communauté de communes Intercom de la Vire au Noireau.
Gleichzeitig schlossen sich die Gemeinden
- Champ-du-Boult
- Courson
- Fontenermont
- Le Gast
- Le Mesnil-Benoist
- Le Mesnil-Caussois
- Mesnil-Clinchamps
- Saint-Manvieu-Bocage
- Saint-Sever-Calvados
- Sept-Frères

zur Commune nouvelle Noues de Sienne zusammen.

## Ehemalige Mitgliedsgemeinden
1. Beaumesnil
2. Campagnolles
3. Champ-du-Boult
4. Courson
5. Fontenermont
6. Le Gast
7. Landelles-et-Coupigny
8. Le Mesnil-Benoist
9. Le Mesnil-Caussois
10. Mesnil-Clinchamps
11. Le Mesnil-Robert
12. Pont-Bellanger
13. Pont-Farcy
14. Saint-Aubin-des-Bois
15. Saint-Manvieu-Bocage
16. Sainte-Marie-Outre-l’Eau
17. Saint-Sever-Calvados
18. Sept-Frères